# Pure Pwnage
Pure Pwnage (pronunciato Pure Ownage) è un webserie ambientata nella città canadese di Toronto, che narra le avventure e la vita di Jeremy, un abile videogiocatore, e dei suoi amici. Nata nel 2004, è composta complessivamente da 18 webisodi, dalla durata variabile da 10 a 50 minuti circa.
Nel 2010 è stato realizzato anche un adattamento per la televisione, attraverso una sitcom composta da 8 episodi di 22 minuti, andati in onda sull'emittente Showcase. Un film è uscito nel 2016.

## Concezione
Gli episodi sono raccontati dal punto di vista di Kyle (Geoff Lapaire), che porta sempre con sé la sua telecamera e riprende quello che succede, interagendo anche con gli altri personaggi. Nello show Kyle è fratello e compagno di stanza di Jeremy. Geoff, ex studente di fisica, sta attualmente lavorando a pieno tempo su Pure Pwnage, con il Noobstore come unica fonte di guadagno.
Pure Pwnage ci porta in un mondo nel quale l'importanza e il potere dei videogiochi sono molto maggiori di quelli che si aspetterebbe una persona comune. Kyle segue lo show secondo lo stile Gonzo, mischiando il mondo reale con uno immaginario. Lo show rompe la Quarta Parete; di conseguenza spesso i fan parlano dei personaggi dello show come se fossero persone reali.
Nel dodicesimo episodio però, l'ultimo della prima stagione, nei titoli di coda sono stati rivelati i veri nomi degli attori ed è stata mostrata per la prima volta la faccia di Geoff Lapaire.

### Pro gamers contro noobs
Nel mondo di Pure Pwnage, le élite di videogiocatori ("pro-gamers", o più semplicemente "pro") si prendono gioco degli altri date le loro scarse abilità con i videogiochi. Coloro che dimostrano scarse capacità in un genere di videogiochi o in qualsiasi altra attività, o hanno appena iniziato ad interessarsene, sono chiamati noobs.
Le persone con capacità maggiori delle altre, principalmente nei videogiochi, vengono chiamate pro. La distinzione tra noob e pro non è fissa, dato che un pro può essere considerato noob da un pro più bravo di lui.
Inoltre, come Jeremy spiega nell'episodio 5, un noob non può diventare pro semplicemente allenandosi, in quanto diventerebbe solamente un "noob allenato".
Contrariamente a quanto si potrebbe pensare "pro gamer" non sta ad indicare una persona che gioca per lavoro, ma semplicemente una molto più brava degli altri a farlo.

### Micro
La maggior parte dei personaggi di Pure Pwnage fa sfoggio di un'incredibile abilità con i videogiochi chiamata micro. Il neologismo proviene dal micromanagement, sarebbe a dire la capacità di gestire nel migliore dei modi le proprie unità nei giochi RTS.
Il gestire le proprie unità singolarmente richiede una grande agilità e precisione nell'utilizzare il mouse e la tastiera.
Il proprio micro si applica anche ad ogni altro tipo di gioco, suggerendo che più grande è il micro, più grande sarà l'abilità nel controllare ogni funzione di ogni gioco, su qualsiasi piattaforma (Pc, consolles).
Nella serie, la funzione primaria del micro è quella di vincere ai videogiochi, e quindi di pwnare i noob.
Il micro però viene usato da Jeremy e gli altri giocatori dello show anche nella vita reale (real life); esempi di questo utilizzo sono il comporre velocemente i numeri di telefono e usare il bancomat.
Quando un gamer raggiunge un certo livello di abilità, il suo micro si trasforma in über micro. Per aumentare ulteriormente il proprio über micro, bisogna sottoporsi ad un allenamento fisico e spirituale sotto la supervisione di una persona con un micro ancora più grande (nello show la persona che allena Jeremy si fa chiamare teh_masterer).
Le persone con un über micro parziale o totale sono capaci ad usarlo senza l'aiuto di periferiche quali il mouse e la tastiera; un gamer che utilizza in questo modo il suo über micro è visto da una persona normale come se stesse cliccando e usando la tastiera per aria.
Chi possiede un über micro sviluppato ad un certo livello, potrà usarlo nella real life in un modo ancora più profondo, rompendo le leggi della fisica.

## Personaggi

### Nella webserie
- Jeremy (aka teh_pwnerer), interpretato da Jarett Cale
- Kyle, interpretato da Geoff Lapaire
- Doug (aka fps_doug), interpretato da Joel Gardiner
- Dawei (aka Dave), interpretato da Dave Lee
- Teh_Masterer, doppiato da Fr William Craig e interpretato da Geoff Lapaire
- Anastasia (aka Stasia e Tagi), interpretata da Miranda Plant
- Terence Brown (aka T-bag), interpretato da Troy Dixon

### Nella serie tv
- Jeremy (aka teh_pwnerer), interpretato da Jarett Cale
- Kyle, interpretato da Geoff Lapaire
- Doug (aka fps_doug), interpretato da Joel Gardiner
- October, interpretata da Melanie Scrofano
- Simon, interpretato da Simon Wong
- Tyrel, interpretato da Eli Goree
- Brian, interpretato da Rob deLeeuw
- Stoner, interpretato da J. Adam Brown

## Episodi
I webisodi, in totale 18, sono stati trasmessi con cadenza trimestrale dall'11 maggio 2004.
La serie televisiva invece, composta da 8 episodi, è andata in onda settimanalmente dal 12 marzo al 30 aprile 2010.